# Casa dello scugnizzo
La casa dello scugnizzo, la quale etimologia del titolo deriva dal gioco della trottola, è una fondazione multifunzionale di assistenza sociale nel quartiere di Materdei in Napoli.

## Storia
Tra il 1951 e il 1969, la Casa dello Scugnizzo non è solo il luogo materiale dell'assistenza ai ragazzi ma soprattutto un network di Comitati sparsi in Europa e in America.
La notorietà di don Mario Borrelli, fondatore della Casa, fu accresciuta da riconoscimenti nazionali (Stella della bontà 1963) e internazionali (Membro Onorario del Deutscher Kinderschutzbund - trad. it.: Federazione per la protezione del fanciullo), la rivista statunitense il Reader's Digest, tradotta in più di 12 lingue, diffuse la sua storia in tutto il mondo così come, nel 1957, Children of the Sun, romanzo-inchiesta di Morris West.
Nel 1958, uscì nelle sale cinematografiche il film Il bacio del sole (conosciuto anche come Il bacio del Sole-Don Vesuvio), ispirato all'impresa tra gli scugnizzi, e fu distribuito in tutta Europa, mentre la televisione inglese (ITV Television Playhouse) produce uno sceneggiato biografico a puntate intitolato Children of the Sun.
Don Mario pose la propria grande popolarità al servizio dei bambini poveri, disadattati ed emarginati di Napoli: raccoglie tuttora incessantemente fondi per gli scugnizzi e le loro famiglie povere. Ma, come il sacerdote statunitense Henry Rosso, fondatore della prima scuola di fund raising al mondo, si può dire che il fund raising posto in opera da Mario Borrelli è “l'arte di insegnare alle persone la gioia di donare”.
Nel corso degli anni sessanta, don Mario comprese che i problemi di fondo, le cause sociali dell'abbandono, del “disadattamento” e dell'emarginazione, restano ancora un nodo da sciogliere. Pertanto decise di andare a vivere nelle baraccopoli napoletane, accanto alle Piccole Sorelle di Charles De Foucauld, e al centro di una rete di Gruppi Volontari d'ispirazione cristiana che guardano al Concilio Vaticano II come fonte e riferimento spirituale e civile.
(Mario Borrelli, Un prete nelle baracche, La Locusta, Vicenza, 1967.)

## Prospettive sulla Casa dello scugnizzo
Oltre all'assistenza minorile, la fondazione aiuta donne, anziani e immigrati grazie anche alla collaborazione con altri enti quali la Caritas, la Gesco e l'Arci. È dotato di uno “spazio donna”, di un servizio mensa, di un consultorio merico-geriatrico, di un nido multietnico e la biblioteca dell'”Istituto Superiore di Studi Giuridici”.
Ciò che consente alla Casa dello Scugnizzo di aiutare i ragazzi è la raccolta di fondi operata da una rete interconfessionale di volontari. La totale novità dell'impostazione di fondo della Casa affascina educatori e famiglie, afferenti al mondo cattolico, anglicano e protestante.
Numerose conferenze in giro per il mondo gli consentono di ravvivare l'ampio network di sostegno alle sue iniziative e, mentre la Casa dello Scugnizzo costruisce nuovi alloggi e offre nuove possibilità d'istruzione ai ragazzi ospitati, lui individua il contesto in cui affondano le radici dell'abbandono minorile.